# Selkupere
Selkupere eller ostjaksamojeder er et samojedisk folk i det nordlige Rusland. De lever i områderne Tomsk oblast, Krasnojarsk kraj, Jamalo-Nenetskij autonome okrug og Nenetskij autonome okrug.
Selkuperne inddeles i tundra-selkuper (nordlig folkegruppe) og skov-selkuper (sydlig folkegruppe). De taler selkupisk og omfattede 4.249 personer ved folketællingen i 2002.

## Udbredelse
Selkuperne bor omkring floden Taz og de mellemste løb af floderne Ob og Jenisej, i de administrative områder Tomsk oblast, Krasnojarsk kraj, Jamalo-Nenetskij autonome okrug og Nenets i Tjumen oblast; i sidstnævnte områder udgør de befolkningsflertallet.

## Levevis
Selkuperne er overvejende jægere og fiskere. Jagten var traditionelt rettet mod pelsdyr som zobel, egern og rensdyr. Fra det 19. århundrede, da russerne begyndte at brede sig til deres egne, begyndte disse at jage selkupernes rensdyr.

## Historie
Senest i det 13. århundrede kom selkuperne sammen med andre samojediske folkegrupper under tatarernes overherredømme og blev også skattepligtige til tatarerne.
I slutningen af det 16. århundrede begyndte Moskva at udvide sit overherredømme østpå til Sibirien. 1628 opførtes Krasnojarsk som en befæstet bebyggelse, der markerede afslutningen på tatarernes overherredømme til fordel for et russisk. Indtil det 17. århundrede synes deres udbredelsesområde at have været nogenlunde fast omkring Obs mellemste løb, men derefter begyndte de at fortrække mod nord og nordøst til Taz, Turuhan og Jelogui uden dog at slippe fri af den russiske beskatning.
I det 18. århundrede indledtes kristningen af selkuperne til den ortodokse tro, og selkuperne fik russiske navne. Dette forhindrede dog ikke, at shamanismen levede videre blandt dem.
I sovjettiden, i 1930-erne slog styret ind på en aggressiv politik dels for at fjerne analfabetismen blandt selkuperne, dels for at udrydde shamanismen blandt dem. Shamaner blev arresterede og børn ved tvang sendt til internatskoler.

## Antal
Ifølge folketællinger har antallet af selkuper udviklet sig som følger:
| År   | Antal | Selkupisk som modersmål |
| ---- | ----- | ----------------------- |
| 1959 | 3.768 | 50,6%                   |
| 1970 | 4.282 | 51,1%                   |
| 1979 | 3.565 | 56,6%                   |
| 1989 | 3.612 | 47,6%                   |